# Beuvron (Yonne)
Ne doit pas être confondu avec d'autres rivières du même nom, notamment le Beuvron, rivière de la région Centre affluent de la Loire.
Pour les articles homonymes, voir Beuvron (homonymie).
Le Beuvron est une rivière française du département de la Nièvre en Bourgogne, dans la région Bourgogne-Franche-Comté, et un affluent gauche de l'Yonne, donc un sous-affluent du fleuve la Seine.

## Géographie

Le Beuvron au centre et au nord dans la Nièvre.

La longueur de son cours d'eau est de 40,5 km.
Le Beuvron naît dans la forêt de Tronçais, sur le territoire de la commune de Saint-Révérien, à 345 m d'altitude, et s'appelle la Vaucreuse dans cette partie haute. 
Dès Saint-Révérien, le Beuvron s'oriente droit vers le nord, direction qu'il ne quittera plus tout au long de son parcours. Il se jette dans l'Yonne en rive gauche, à Clamecy, à 146 m d'altitude.

### Communes et cantons traversés
Dans le seul département de la Nièvre, le Beuvron traverse les neuf communes suivantes d'amont en aval, de Saint-Révérien (aucun village arrosé), Neuilly (reçoit le Vaux ; lieux : Olcy), Brinon-sur-Beuvron (reçoit le Corneau ; lieux : Courcelles, château de Brinon), Taconnay (reçoit le Gueur (rd) puis le ruisseau d'Arthel (rd) ; lieux : Moulin de Neuville, Boutefeuille, le Mazot), Beuvron (reçoit le ruisseau de l'étang de Serres (rg) ; lieux : la Roche, Villiers-sur-Beuvron, Beuvron (château), le Moulin Cornu), Saint-Germain-des-Bois (bourg non traversé ; lieux : Thurigny où la via Lemovicensis du chemin de Compostelle traverse le Beuvron, moulin du Merle, fontaine Salins), Ouagne (reçoit le Ciseau ; lieux : Châteauvert, Champmoreau, le Plessis), Rix (reçoit le ruisseau de la Fontaine de Creux (rd) ; une variante de la via Lemovicensis y traverse le Breuvon), Clamecy (reçoit le Sauzay (rg) ; lieux : Baugy, la Vanne du Gour, le Pré le Comte, contournement de la vieille ville par l'ouest, confluence avec l'Yonne en aval de Clamecy).
Soit en termes de cantons, le Beuvron prend source dans le canton de Corbigny, conflue dans le canton de Clamecy, le tout dans le seul arrondissement de Clamecy et dans les deux intercommunalités communauté de communes Tannay-Brinon-Corbigny et communauté de communes Haut Nivernais-Val d'Yonne. 

### Toponymes
Le Beuvron a donné son hydronyme aux deux communes suivantes de Beuvron et Brinon-sur-Beuvron.

### Bassin versant
Le Beuvron travers les six zones hydrographiques « L'Aron de sa source au Trait (nc) » (K171), « Le Beuvron de sa source au confluent du Sauzay (exclu) » (F306), « L'Yonne du confluent de l'Armance (exclu) au confluent du Beuvron (exclu) » (F305), « Le Beuvron du confluent du Sauzay (exclu) au confluent de l'Yonne (exclu) » (F308), « L'Yonne du confluent du Beuvron (exclu) au confluent de la Cure (exclu) » (F309), « Le Sauzay de sa source au confluent du Beuvron (exclu) » (F307),.

### Organisme gestionnaire
L'organisme gestionnaire est le SMYB ou syndicat mixte Yonne-Beuvron, sis à Clamecy.

## Affluents
Le Beuvron a quatorze tronçons affluents référencés dont trois sont de longueur supérieure à dix kilomètres :
- Le Sauzay (rg[note 1]), 25,2 km et de rang de Strahler trois avec huit affluents[13]
- Ruisseau d'Arthel (rg), 13 km et de rang de Strahler quatre avec quatre affluents[9][note 3]
- Le Corneau (rd), 12 km et de rang de Strahler trois avec cinq affluents[8]

Les onze autres affluents de moins de dix kilomètres de longueur sont :
- le ruisseau de la Jarnosse (rg), 5,9 km avec trois affluents et de rang de Strahler trois[14]
- le ruisseau de Trinay 8 km sans affluent et de rang de Strahler un.
- le ruisseau de Vaux (rg)[7], (RG)
- le ruisseau de l’Étang de Serres (rg), 7 km avec deux affluents et de rang de Strahler trois[10]
- le Ciseau (rg), 6 km avec un sul affluent et de rang de Strahler deux[11]
- le ruisseau de la Fontaine de Creux (rd), 4 km sans affluent[12]
- le Gueur 3 km
- le Fossé 01 des Angles 2 km
- le Cours d'eau 01 de la Commune de Saint-Révérien 2 km
- le Fossé 01 de la Grange Journeau 2 km
- le Cours d'eau 01 de Flassy 1 km

### Rang de Strahler
Donc le rang de Strahler du Beuvron est de cinq par le ruisseau d'Arthel et le Fumerin.

## Hydrologie

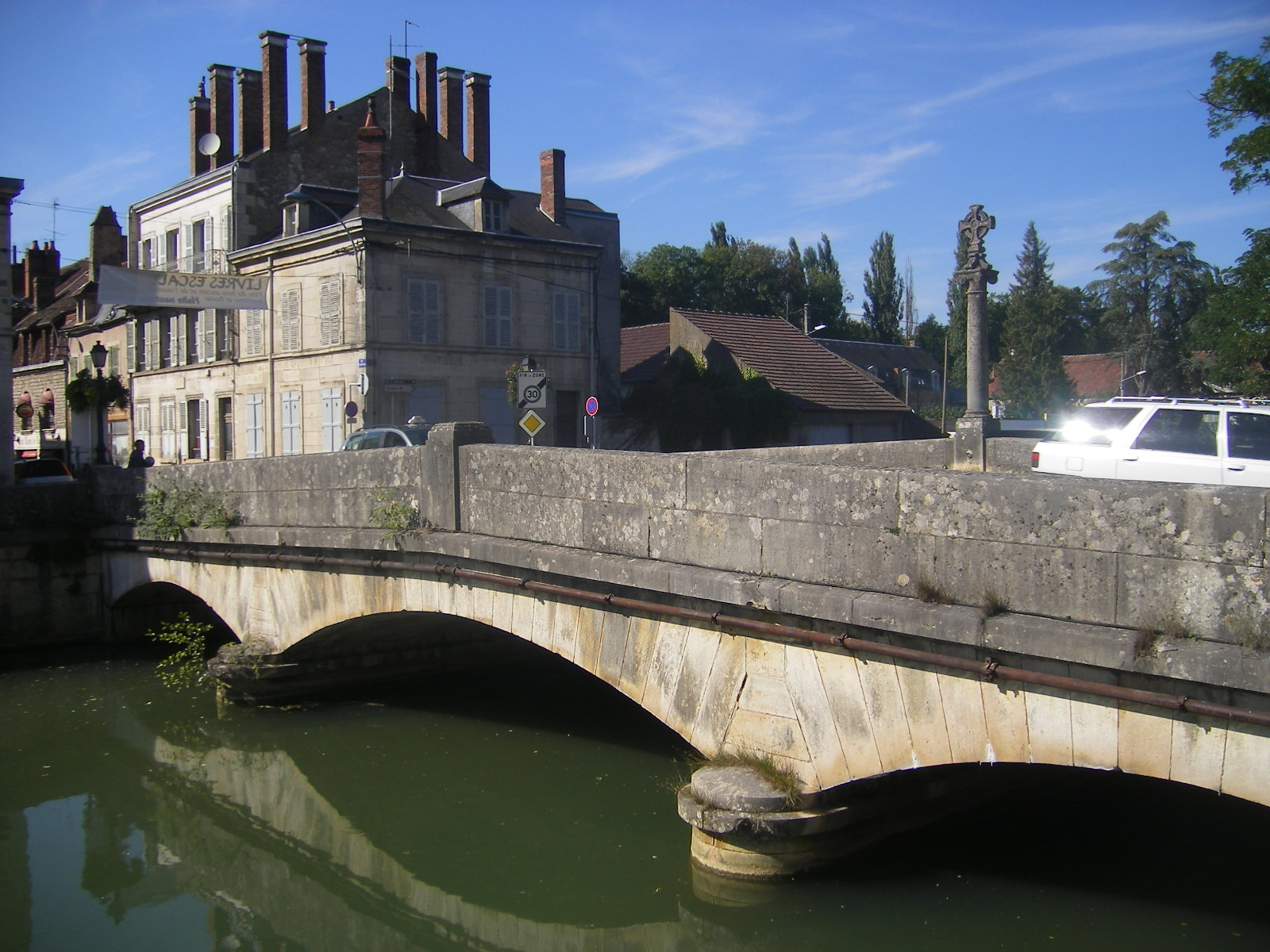
Pont sur le Beuvron à Clamecy.

Son régime hydrologique est dit pluvial.

### Le Beuvron à Brinon-sur-Beuvron
Son débit a été observé à Brinon-sur-Beuvron depuis 1996 pour la hauteur et 2007 pour le débit ; et sur une période de 50 ans (1967-2017) à Ouagne, localité du département de la Nièvre, située à peu de distance de son confluent avec l'Yonne, à Clamecy. 
À cet endroit la superficie de son bassin versant est de 264 kilomètres carrés, mais n'inclut pas l'important sous-bassin du Sauzay, son affluent principal.
Le module du Beuvron à cet endroit est de 2,07 m3/s.
La rivière présente des fluctuations saisonnières de débit assez importantes, avec des crues d'hiver portant le débit mensuel moyen entre 3,1 et 4,6 m3/s, de décembre à mars inclus (maximum en janvier-février), et un étiage d'été assez prononcé de juillet à septembre, avec une baisse du débit moyen mensuel jusqu'au niveau de 0,46 m3/s au mois d'août.

### Étiage ou basses eaux
Le VCN3 peut chuter jusque 0,16 m3/s, soit 160 litres par seconde, en cas de période quinquennale sèche.

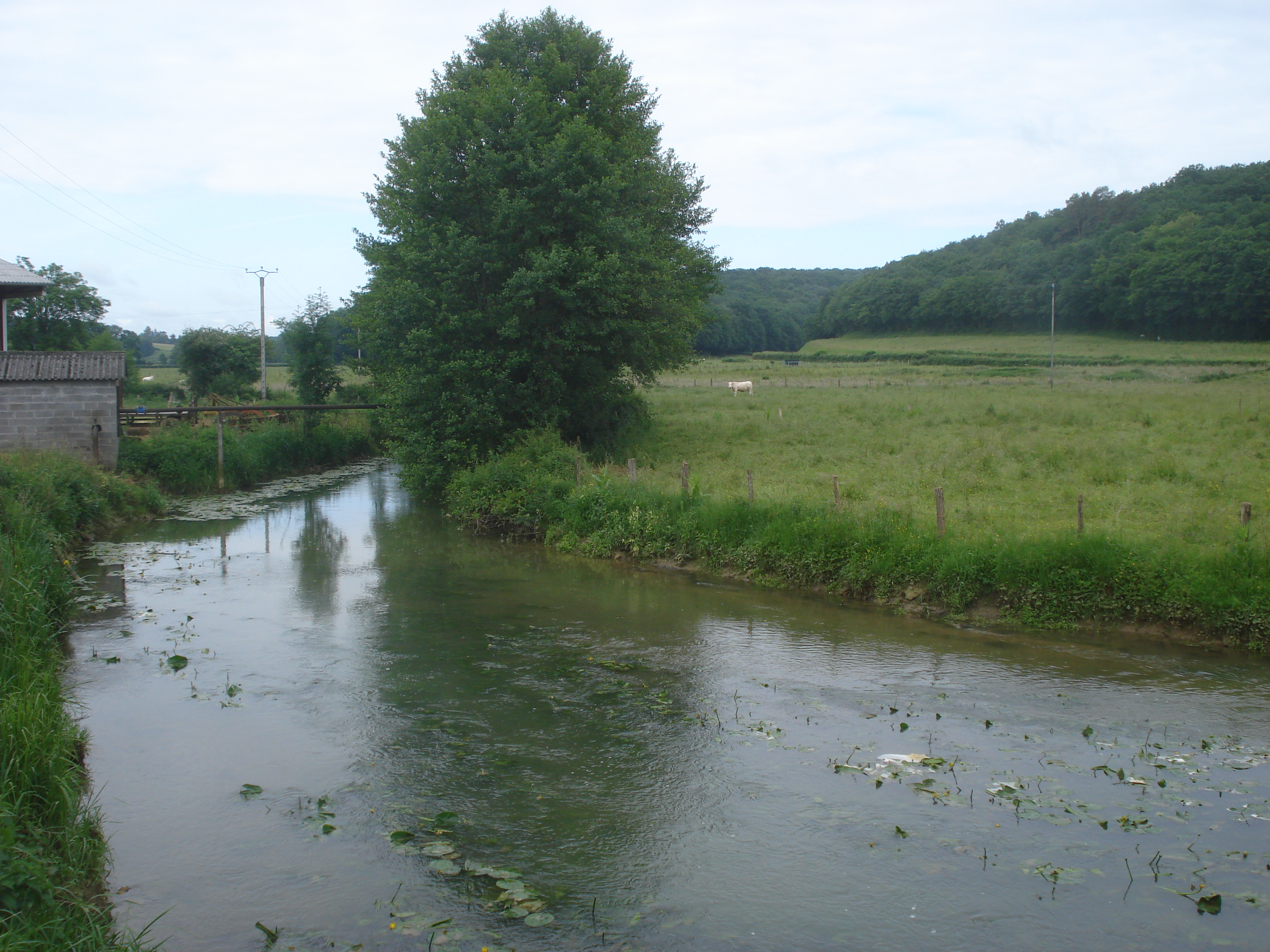
Le Beuvron à Thurigny sur Saint-Germain-des-Bois.

### Crues
D'autre part les crues peuvent être importantes, compte tenu de la relative exiguïté du bassin versant de la rivière, et de son faible module de base. Les QIX 2 et QIX 5 valent respectivement 26 et 37 m3. Le QIX 10 est de 44 m3/s, le QIX 20 de 51 m3/s et le QIX 50 de 60 m3/s.
Le débit instantané maximal enregistré à la station d'Ouagne a été de 58,5 m3/s le 14 mars 2001, tandis que la valeur journalière maximale était de 43,1 m3/s le même jour. En comparant la première de ces valeurs à l'échelle des QIX de la rivière, il ressort que cette crue d'avril 1998 était d'ordre cinquantennal, et donc assez exceptionnelle.

### Lame d'eau et débit spécifique
La lame d'eau écoulée dans cette partie du bassin du Beuvron est de 248 millimètres annuellement, ce qui est modéré, quelque peu inférieur à la moyenne d'ensemble de la France, mais supérieur à celle du bassin versant de la Seine (230 à 240 millimètres/an). Le débit spécifique (ou Qsp) atteint 7,8 litres par seconde et par kilomètre carré de bassin.

## Aménagements et écologie

### Réintroduction du castor
Dans les années 1970 des castors prélevés dans la basse vallée du Rhône ont été réintroduits dans la vallée de la Loire aux alentours de Blois. Après avoir commencé le repeuplement de ce coin de la Loire, ces animaux très territoriaux ont entamé la recolonisation du Cher, du Cosson et du Beuvron. Ils sont également présents dans la Cisse et le Loir où quelques traces ont été trouvées dès avant 2011,. Leur évolution est très attentivement surveillée.
Le castor est un animal protégé ; son braconnage ou son empoisonnement constituent un délit pénal. La destruction de son habitat est également interdite.

## Hydronymie
Son nom vient d'un mot qui signifie "castor" en ancien français (voir l'anglais "beaver"), attestant de la longue présence de castors dans la rivière jusqu'au début du XXe siècle.
Cette racine a été fréquemment utilisée sous de nombreuses formes dans la toponymie française (Bièvre, Beuvron, Beuvray, etc.).